# مديح طلال
مديح طلال (بالفرنسية: Madih Talal)‏ هو لاعب كرة قدم فرنسي في مركز الوسط، ولد في 17 أغسطس 1997 في باريس في فرنسا. لعب مع نادي أميان.

## وصلات خارجية
- مديح طلال على موقع رابطة كرة القدم الفرنسية للمحترفين (الإنجليزية)
- مديح طلال على موقع قاعدة بيانات كرة القدم.إي يو (الإنجليزية)
- مديح طلال على موقع ليكيب (الفرنسية)
- مديح طلال على موقع Soccerway.com (الإنجليزية)